# 新韓銀行
新韓銀行（韓語：신한은행）是一家总部位于韩国首尔中区的银行，创立于1897年，是韩国历史上第一家民间银行，现为新韓金融集團的主要部分。
截止到2019年12月31日，新韩银行总资产达3395.94亿美元，在10多个国家和地区设有分行。新韩银行在中国的总部位于北京市。

## 历史
1897年2月，汉城银行成立。1918年12月，汉城银行在日本东京开设第一家海外支行。1943年10月，汉城银行与东一银行合并成立朝兴银行。 1945年，朝鲜战争后由于朝鲜半岛的南北分裂，朝兴银行失去北部平壤、咸兴、海州支行等12个营业点。1956年3月，银行股票上市。1982年7月更名为目前的“新韩银行”。 20世纪末，新韩银行分别于1998年兼并了东华银行（Donghwa Bank），1999年兼并了忠北银行（Chungbuk Bank），1999年兼并了江原银行（Gangwon Bank）。 2001年9月成立“新韩金融集团”并在纽约证券交易所上市。2006年，新韩集团收购了朝兴银行（旧朝兴银行）并将其资产和新韩银行合并。 截止到2013年，新韩集团总资产达313万亿韩圆。

## 海外業務

### 中國
新韩银行在中国的总部位于北京市朝阳区工体北路甲6号的中宇大厦。新韩银行（中国）有限公司注册资本为等值人民币20亿元，董事长是秦灿熙先生，行长是金海洙先生。自1994年起，新韩银行已经先后在中国境内设立了天津、上海、青岛、无锡、盐城、长沙、深圳、重庆、沈阳分行。2008年5月新韩银行（中国）有限公司已领取了包括其各分支机构在内的《金融许可证》及《营业执照》，并于2008年5月12日起正式对外营业。

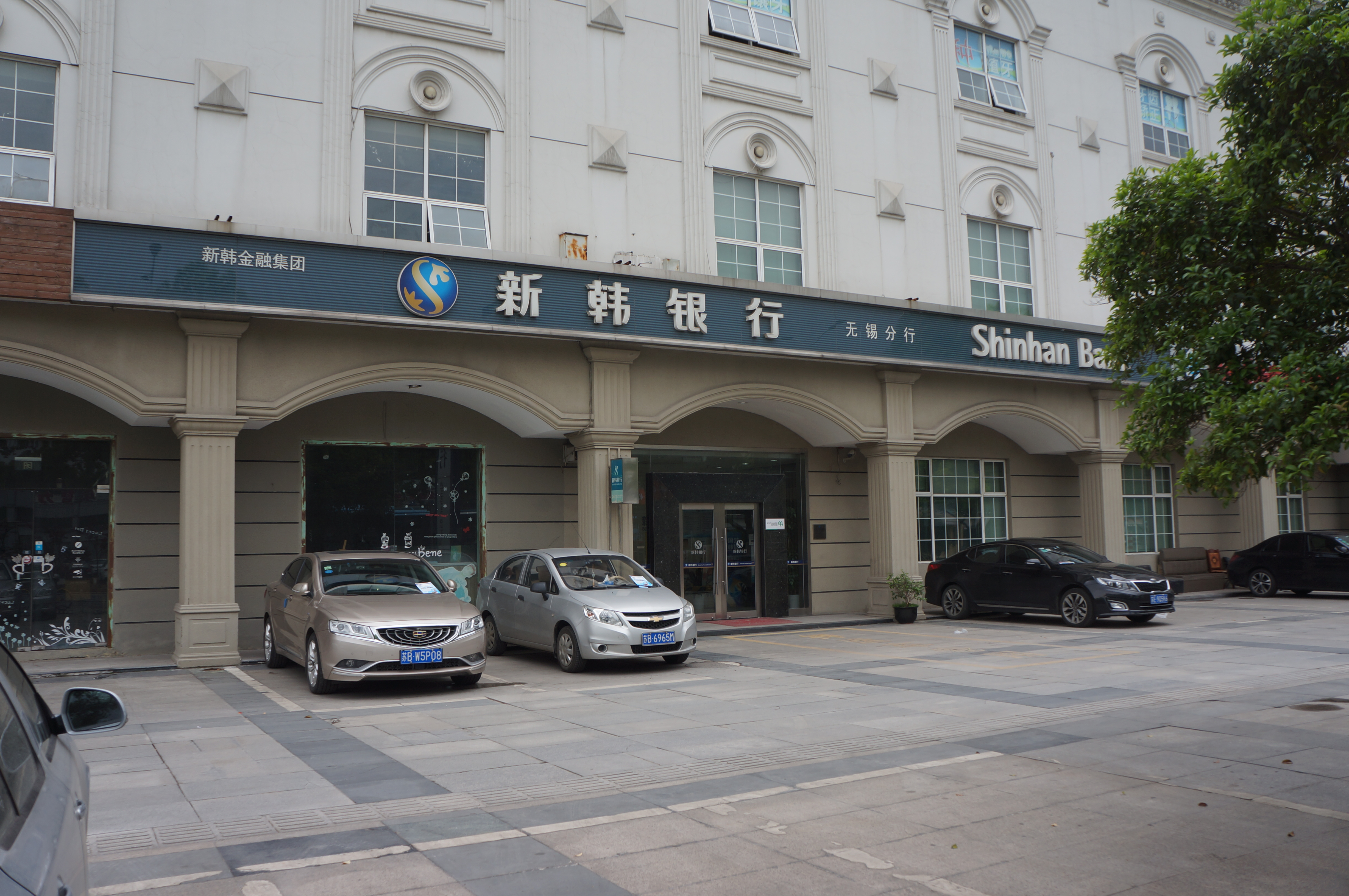
无锡分行，位于无锡新区
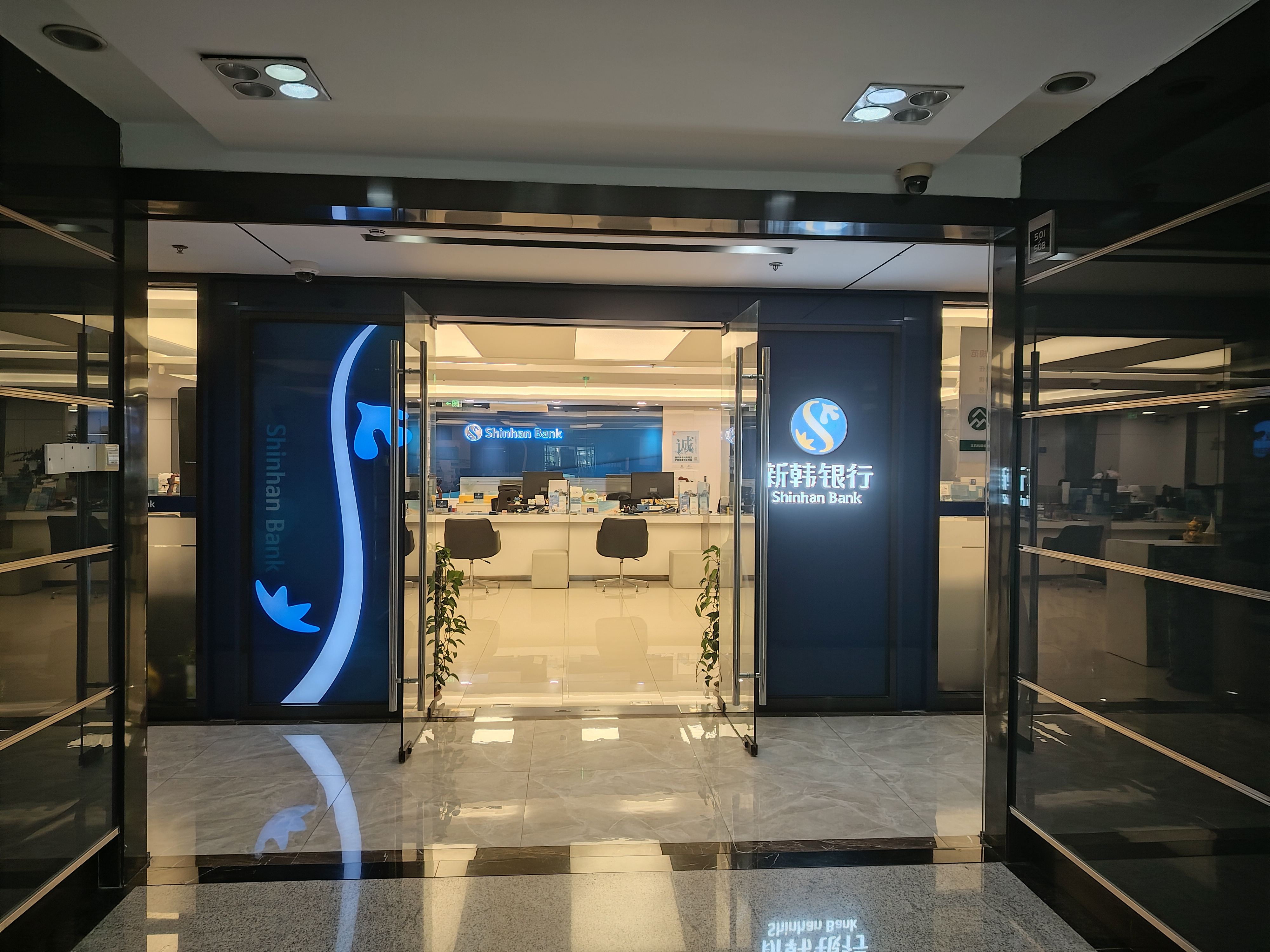
深圳分行，是其在珠三角除香港分行（归首尔总部直管）外唯一分行
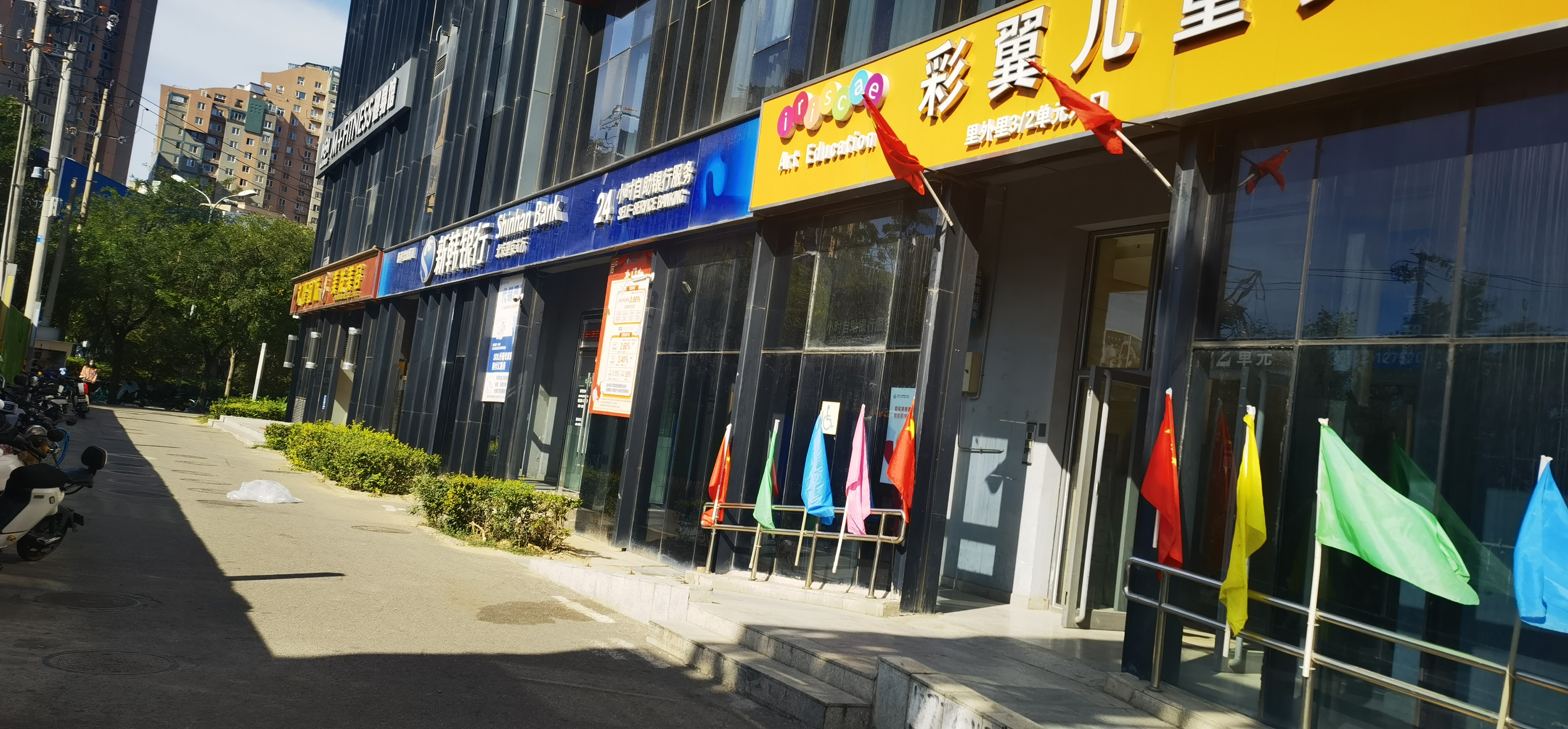
北京望京支行
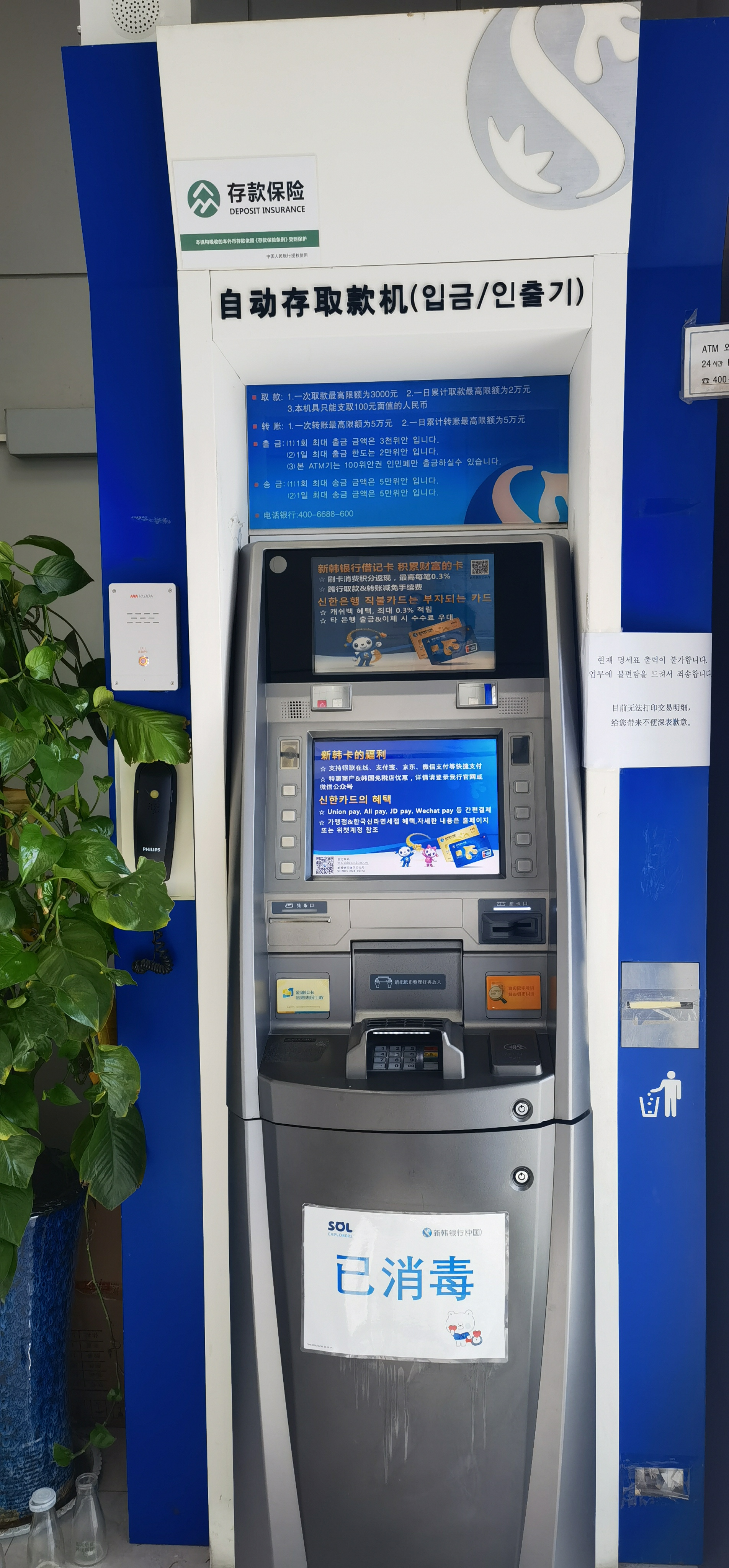
北京望京支行的ATM机，新韩在中国北方的部分支行外设ATM。